# أوليفييه هانلان
أوليفييه هانلان (بالإنجليزية: Olivier Hanlan)‏ مواليد 15 فبراير 1993 في كيبك، هو لاعب كرة سلة كندي. بدأ مسيرته الاحترافية في سنة 2015. تم اختياره من قبل فريق يوتا جاز خلال الدرافت. يلعب في الدوري الفرنسي لكرة السلة الدرجة الأولى كلاعب هجوم خلفي. يحمل الرقم 21. يبلغ طوله 6 قدم 4 بوصة (1.9 م). لعب مع زالغيريس لكرة السلة ولو مان سارت باسكت.

## روابط خارجية
- أوليفييه هانلان على موقع الاتحاد الدولي لكرة السلة (الإنجليزية)
- أوليفييه هانلان على موقع الدوري الأوروبي لكرة السلة (الإنجليزية)
- أوليفييه هانلان على موقع سبورتس رفرنس (الإنجليزية)
- أوليفييه هانلان على موقع كرة السلة الأوروبية.كوم (الإنجليزية)
- أوليفييه هانلان على موقع DraftExpress.com (الإنجليزية)
- أوليفييه هانلان على موقع كلية كرة السلة في سبورتس رفرنس.كوم (الإنجليزية)
- أوليفييه هانلان على موقع ريلجم (الإنجليزية)
- أوليفييه هانلان على موقع بروبوليرز (الإنجليزية)
- أوليفييه هانلان على موقع سبورتس رفرنس (الإنجليزية)
- أوليفييه هانلان على موقع سبورتس رفرنس (الإنجليزية)